# Madara (Bulgaria)
Madara (en búlgaro: Мадара) es un pueblo en el noreste de Bulgaria, parte del municipio de Shumen, provincia de Shumen. Madara se encuentra a 15 kilómetros (9.3 millas) al este de la ciudad de Shumen, al pie occidental de la meseta de Madara.
Madara es famoso por la reserva nacional histórica y arqueológica de Madara, a 1,5 kilómetros (0,93 millas) al este del pueblo, uno de los 100 sitios turísticos de Bulgaria. La reserva incluye hallazgos neolíticos y eneolíticos, un asentamiento tracio, una antigua villa romana y su fortaleza del siglo II o V, un palacio medieval búlgaro, santuarios paganos, iglesias cristianas y monasterios y fortalezas del Primer Imperio búlgaro. También hay un monasterio cueva del siglo XII al XIV. Lo más importante de Madara es la ubicación del famoso Caballero de Madara, un gran relieve altomedieval tallado en la roca que data del reinado de Tervel de Bulgaria (siglo VIII).
La reserva arqueológica fue estudiada por primera vez por el arqueólogo húngaro Géza Fehér y luego por el checo-búlgaro Karel Škorpil y el búlgaro Rafail Popov.
En la época medieval, el pueblo era una fortaleza búlgara llamada Matora. Fue mencionada en los registros otomanos de 1481 como Matara. El pueblo actual fue fundado por colonos de la cercana Kyulevcha, cerca de Kaspichan, después de la Liberación de Bulgaria; en los años 1940 y 1950, llegaron colonos de las regiones de Pirin y Sofía.